# Gemeentelijke herindelingsverkiezingen in Nederland 1956
Gemeentelijke herindelingsverkiezingen in Nederland 1956 geeft informatie over tussentijdse verkiezingen voor een gemeenteraad in Nederland die gehouden werden in 1956.
De verkiezingen werden gehouden in zeven gemeenten die betrokken waren bij een herindelingsoperatie.

## Verkiezingen op 21 maart 1956
- de gemeenten Tiel, Wadenoijen en Zoelen: opheffing van Wadenoijen en indeling van het grondgebied van deze gemeente bij Tiel en Zoelen.[2]

Door deze herindeling daalde het aantal gemeenten in Nederland per 1 juli 1957 van 1.002 naar 1.001.

## Verkiezingen op 23 november 1956
- de gemeenten Giessen-Nieuwkerk en Peursum: samenvoeging tot een nieuwe gemeente Giessenburg;[3]
- de gemeenten Giessendam en Hardinxveld: samenvoeging tot een nieuwe gemeente Hardinxveld-Giessendam;[3]
- bij deze herindeling werd tevens een grenswijziging doorgevoerd met de naburige gemeente Schelluinen.[3]

Door deze herindelingen daalde het aantal gemeenten in Nederland per 1 januari 1957 van 1.001 naar 999.
In deze gemeenten zijn de reguliere gemeenteraadsverkiezingen van 28 mei 1958 niet gehouden.